# Belgische kampioenschappen atletiek 1931
De Belgische kampioenschappen atletiek 1931 voor de mannen vonden plaats op 5 juli in Luik, op 12 juli in Antwerpen en op 19 juli in Schaarbeek. De 10.000 m werd op 6 september in Luik gelopen.
De kampioenschappen voor vrouwen vonden plaats op 12 juli in Schaarbeek en op 19 juli in Jette. Het hoogspringen vond op 2 augustus plaats tijdens de meeting van Schaarbeek.

## Uitslagen
| Atleet              | Prestatie | Onderdeel            | Atlete                | Prestatie   |
| ------------------- | --------- | -------------------- | --------------------- | ----------- |
| Paul Garain         | 11,2 s    | 100 m                | Sidonie Verschueren   | 14,0 s      |
| Frans Prinsen       | 23,0 s    | 200 m                | Antoinette Gallemaers | 28,2 s      |
| Frans Prinsen       | 51,4 s    | 400 m                | -                     | -           |
| René Geeraert       | 1.59,6    | 800 m                | Julia Vandevelde      | 2.33,0      |
| René Geeraert       | 4.08,4    | 1500 m               | -                     | -           |
| Oscar Van Rumst     | 15.53,6   | 5000 m               | -                     | -           |
| Alfred De Fleurquin | 33.17,4   | 10.000 m             | -                     | -           |
| -                   | -         | 80 m horden          | Sidonie Verschueren   | 14,2 s      |
| Emile Binet         | 17,4 s    | 110 m horden         | -                     | -           |
| Frans Deherdt       | 28,0 s    | 200 m horden         | -                     | -           |
| Ignace Russ         | 57,8 s    | 400 m horden         | -                     | -           |
| Oscar Van Rumst     | 12.24,8   | 3000 m steeple       | -                     | -           |
| Gérard Noël         | 1,85 m    | hoogspringen         | Elise Vantruijen      | 1,45 m      |
| Gaston Etienne      | 3,40 m    | polsstokhoogspringen | -                     | -           |
| Pierre Leemans      | 6,62 m    | verspringen          | Elise Vantruijen      | 5,06 m (NR) |
| Auguste Vos         | 13,16 m   | kogelstoten          | Sidonie Verschueren   | 10,10 m     |
| Auguste Vos         | 37,88 m   | discuswerpen         | José Paques           | 28,72 m     |
| Jules Herremans     | 58,07 m   | speerwerpen          | Jenny Toitgans        | 27,31 m     |

1889 · 
1890 · 
1891 · 
1892 · 
1893 · 
1894 · 
1895 · 
1896 · 
1897 · 
1898 · 
1899 · 
1900 · 
1901 · 
1902 · 
1903 · 
1904 · 
1905 · 
1906 ·
1907 ·
1908 · 
1909 · 
1910 · 
1911 · 
1912 · 
1913 · 
1914 · 
1919 · 
1920 · 
1921 · 
1922 · 
1923 · 
1924 · 
1925 · 
1926 · 
1927 · 
1928 · 
1929 · 
1930 · 
1931 · 
1932 · 
1933 · 
1934 · 
1935 · 
1936 · 
1937 · 
1938 · 
1939 · 
1940 · 
1941 · 
1942 · 
1943 · 
1944 · 
1945 · 
1946 · 
1947 · 
1948 · 
1949 · 
1950 · 
1951 · 
1952 · 
1953 · 
1954 · 
1955 · 
1956 · 
1957 · 
1958 · 
1959 · 
1960 · 
1961 · 
1962 · 
1963 · 
1964 · 
1965 · 
1966 · 
1967 · 
1968 · 
1969 · 
1970 · 
1971 · 
1972 · 
1973 · 
1974 · 
1975 · 
1976 · 
1977 · 
1978 · 
1979 · 
1980 · 
1981 · 
1982 · 
1983 · 
1984 · 
1985 · 
1986 · 
1987 · 
1988 · 
1989 · 
1990 · 
1991 · 
1992 · 
1993 · 
1994 ·
1995 · 
1996 · 
1997 · 
1998 · 
1999 · 
2000 · 
2001 · 
2002 · 
2003 · 
2004 · 
2005 · 
2006 · 
2007 · 
2008 · 
2009 · 
2010 · 
2011 · 
2012 · 
2013 · 
2014 · 
2015 · 
2016 · 
2017 · 
2018 · 
2019 · 
2020 · 
2021 · 
2022 · 
2023 · 
2024